# Мейденгед Юнайтед
ФК «Мейденгед Юнайтед» (англ. Maidenhead United Football Club) — англійський футбольний клуб з міста Мейденгед, заснований у 1870 році. Виступає в Національній лізі. Домашні матчі приймає на стадіоні «Йорк Роуд» місткістю 4 000 глядачів.